# Олівер Спасовський
Олівер Спасовський  (мак. Оливер Спасовски; 21 жовтня 1976) — прем'єр-міністр Північної Македонії з 3 січня по 31 серпня 2020 року. До 3 січня 2020 року був міністром внутрішніх справ. Він також є генеральним секретарем Соціал-демократичного союзу Македонії SDSM. Обійняв посаду тимчасового прем'єр-міністра 3 січня 2020 року, після домовленості між лідерами СДСМ та ВМРО-ДПМНЕ, Зораном Заєвим та Християном Міцковським провести дострокові парламентські вибори у квітні 2020 року.